# North American Soccer League 1973
Navigation
Édition précédente Édition suivante
La North American Soccer League 1973 est la sixième édition de la North American Soccer League. Neuf équipes (sept provenant des États-Unis et deux du Canada) prennent part à la compétition. Comme dans d'autres compétitions organisées en Amérique (LNH ou NBA), il n'y a ni promotion, ni relégation, un système de franchises est mis en place.
C'est le club des Atoms de Philadelphie qui remporte cette édition en battant en finale le Tornado de Dallas.

## Les 9 franchises participantes
| Lancers de Rochester Cosmos de New York Metros de Toronto Olympique de Montréal Apollos d'Atlanta Tornado de Dallas Stars de Saint-Louis Toros de Miami Atoms de Philadelphie |

| - Division Est - Toros de Miami - Cosmos de New York - Atoms de Philadelphie (N) | - Division Nord - Olympique de Montréal - Lancers de Rochester - Metros de Toronto | - Division Sud - Chiefs d'Atlanta - Tornado de Dallas - Stars de Saint-Louis |

Les Atoms de Philadelphie sont intégrés à au championnat cette saison.
Les franchises d'Atlanta (Chiefs d'Atlanta la saison précédente) et de Miami (Gatos de Miami la saison précédente) prennent respectivement les noms d'Apollos d'Atlanta et de Toros de Miami.

## Format
Les clubs sont répartis en 3 poules géographiques.
Les rencontres se répartissent comme suit :
- 3 matchs (deux à domicile et deux à l'extérieur) contre une équipe de sa division
- 3 matchs (un à domicile et deux à l'extérieur) contre l'autre équipe de sa division
- 2 matchs (un à domicile et un à l'extérieur) contre les six autres équipes
- 1 match à domicile contre l'équipe mexicaine de Vera Cruz[2].

Le premier de chaque division ainsi que le meilleur deuxième sont qualifiés pour la phase finale, jouée en match simple éliminatoire.
Le barème des points est le suivant :
- Victoire : 6 points
- Match nul : 3 points
- Défaite : 0 point
- Un point de bonus est accordé par but marqué dans la limite de 3 buts par match.

## Saison régulière

### Classement des divisions

#### Division Est
| Rang | Équipe                | Pts | J  | G | N | P | Bp | Bc | Diff | Bon |
| ---- | --------------------- | --- | -- | - | - | - | -- | -- | ---- | --- |
| 1    | Atoms de Philadelphie | 104 | 19 | 9 | 8 | 2 | 29 | 14 | +15  | 26  |
| 2    | Cosmos de New York T  | 91  | 19 | 7 | 7 | 5 | 31 | 23 | +8   | 28  |
| 3    | Toros de Miami        | 88  | 19 | 8 | 6 | 5 | 26 | 21 | +5   | 22  |

- Champion de division et qualification pour les demi-finales
- Wild-card pour les séries éliminatoires

T : Tenant du titre

#### Division Nord
| Rang | Équipe                | Pts | J  | G | N | P  | Bp | Bc | Diff | Bon |
| ---- | --------------------- | --- | -- | - | - | -- | -- | -- | ---- | --- |
| 1    | Metros de Toronto     | 89  | 19 | 6 | 9 | 4  | 32 | 18 | +14  | 26  |
| 2    | Olympique de Montréal | 64  | 19 | 5 | 4 | 10 | 25 | 32 | -7   | 22  |
| 3    | Lancers de Rochester  | 59  | 19 | 4 | 6 | 9  | 17 | 27 | -10  | 17  |

- Champion de division et qualification pour les demi-finales

#### Division Sud
| Rang | Équipe               | Pts | J  | G  | N | P | Bp | Bc | Diff | Bon |
| ---- | -------------------- | --- | -- | -- | - | - | -- | -- | ---- | --- |
| 1    | Tornado de Dallas    | 111 | 19 | 11 | 4 | 4 | 36 | 25 | +11  | 33  |
| 2    | Stars de Saint-Louis | 82  | 19 | 7  | 5 | 7 | 27 | 27 | 0    | 25  |
| 3    | Apollos d'Atlanta    | 62  | 19 | 3  | 7 | 9 | 23 | 40 | -17  | 23  |

- Champion de division et qualification pour les demi-finales

### Résultats
Source : wildstat.com

#### Matchs intra-division
| Résultats (▼dom., ►ext.)                                   | MIA | NY  | PHI | MIA | NY  | PHI |
| Toros de Miami                                             |     | 2-1 | 0-2 |     |     | 2-1 |
| Cosmos de New York                                         | 1-1 |     | 1-1 | 1-0 |     |     |
| Atoms de Philadelphie                                      | 0-0 | 1-1 |     |     | 2-1 |     |
| - Victoire à domicile - Match nul - Victoire à l'extérieur |     |     |     |     |     |     |

| Résultats (▼dom., ►ext.)                                   | MON | ROC | TOR | MON | ROC | TOR |
| Olympique de Montréal                                      |     | 2-0 | 0-1 |     | 4-1 |     |
| Lancers de Rochester                                       | 2-0 |     | 2-3 |     |     | 0-0 |
| Metros de Toronto                                          | 2-0 | 1-1 |     | 5-1 |     |     |
| - Victoire à domicile - Match nul - Victoire à l'extérieur |     |     |     |     |     |     |

| Résultats (▼dom., ►ext.)                                   | ATL | DAL | SL  | ATL | DAL | SL  |
| Apollos d'Atlanta                                          |     | 0-0 | 1-1 |     | 1-2 |     |
| Tornado de Dallas                                          | 4-2 |     | 3-2 |     |     | 2-0 |
| Stars de Saint-Louis                                       | 4-1 | 0-1 |     | 4-1 |     |     |
| - Victoire à domicile - Match nul - Victoire à l'extérieur |     |     |     |     |     |     |

#### Matchs inter-division et contre Vera Cruz
| Résultats (▼dom., ►ext.)                                   | ATL | DAL | MIA | MON | NY  | PHI | ROC | SL  | TOR | VC  |
| Apollos d'Atlanta                                          |     |     | 1-2 | 3-2 | 1-3 | 1-2 | 3-2 |     | 2-2 | 2-0 |
| Tornado de Dallas                                          |     |     | 1-1 | 5-2 | 2-1 | 1-2 | 3-1 |     | 2-1 | 3-1 |
| Toros de Miami                                             | 4-1 | 3-3 |     | 0-2 |     |     | 2-0 | 1-0 | 0-0 | 6-0 |
| Olympique de Montréal                                      | 1-1 | 2-0 | 5-1 |     | 0-0 | 0-2 |     | 0-2 |     | 1-1 |
| Cosmos de New York                                         | 5-0 | 4-3 |     | 2-0 |     |     | 1-0 | 1-1 | 3-2 | 2-2 |
| Atoms de Philadelphie                                      | 1-1 | 0-0 |     | 2-1 |     |     | 4-0 | 5-1 | 2-2 | 1-0 |
| Lancers de Rochester                                       | 1-1 | 2-0 | 0-0 |     | 2-1 | 0-0 |     | 3-1 |     | 0-1 |
| Stars de Saint-Louis                                       |     |     | 2-0 | 2-2 | 2-1 | 1-0 | 0-0 |     | 1-1 | 3-1 |
| Metros de Toronto                                          | 0-0 | 0-1 | 0-1 |     | 1-1 | 1-1 |     | 3-0 |     | 7-0 |
| - Victoire à domicile - Match nul - Victoire à l'extérieur |     |     |     |     |     |     |     |     |     |     |

## Séries éliminatoires

### Règlement
Les équipes championnes de division sont classées de 1 à 3 tandis que l'équipe qualifiée en tant que meilleure deuxième est classée numéro 4. L'équipe n°1 affronte l'équipe numéro 4 en demi-finales tandis que l'équipe numéro 2 affronte l'équipe classée troisième. Les demi-finales se déroulent en un seul match chez l'équipe la mieux classée.
Pour la finale, l'équipe la mieux classée choisit la date et l'heure de ce match. Les Tornado de Dallas meilleure équipe de la saison régulière choisit après sa demi-finale victorieuse de jouer sa finale le 25 août. Cette date n'est pas choisie au hasard puisque les deux meilleurs buteurs des Atoms de Philadelphie (Andy Provan et Jim Fryatt) sont prêtés par Southport jusqu'au 25 août non inclus. Les Atoms de Philadelphie s'imposent tout de même en finale 2-0.

### Tableau
|  | Demi-finales                                 | Demi-finales                        |                       |   | Finale NASL                         | Finale NASL                         |
|  | Demi-finales                                 | Demi-finales                        |                       |   | Finale NASL                         | Finale NASL                         |
|  |                                              |                                     |                       |   |                                     |                                     |
|  | 15 août 1973, Texas Stadium, Irving          | 15 août 1973, Texas Stadium, Irving |                       |   | 25 août 1973, Texas Stadium, Irving | 25 août 1973, Texas Stadium, Irving |
|  | 15 août 1973, Texas Stadium, Irving          | 15 août 1973, Texas Stadium, Irving |                       |   | 25 août 1973, Texas Stadium, Irving | 25 août 1973, Texas Stadium, Irving |
|  | (1) Tornado de Dallas                        | 1                                   |                       |   | 25 août 1973, Texas Stadium, Irving | 25 août 1973, Texas Stadium, Irving |
|  | (1) Tornado de Dallas                        | 1                                   |                       |   | 25 août 1973, Texas Stadium, Irving | 25 août 1973, Texas Stadium, Irving |
|  | (4) Cosmos de New York                       | 0                                   |                       |   | 25 août 1973, Texas Stadium, Irving | 25 août 1973, Texas Stadium, Irving |
|  | (4) Cosmos de New York                       | 0                                   | (1) Tornado de Dallas | 0 |                                     |                                     |
|  | 18 août 1973, Veterans Stadium, Philadelphie |                                     | (1) Tornado de Dallas | 0 |                                     |                                     |
|  |                                              | (2) Atoms de Philadelphie           | 2                     |   |                                     |                                     |
|  | (2) Atoms de Philadelphie                    | (2) Atoms de Philadelphie           | 2                     | 3 |                                     |                                     |
|  | (2) Atoms de Philadelphie                    |                                     |                       | 3 |                                     |                                     |
|  | (3) Metros de Toronto                        | 0                                   |                       |   |                                     |                                     |
|  | (3) Metros de Toronto                        | 0                                   |                       |   |                                     |                                     |

## Récompenses individuelles
| Trophée                            | Joueur           | Club                  |
| ---------------------------------- | ---------------- | --------------------- |
| Meilleur joueur (saison régulière) | Warren Archibald | Toros de Miami        |
| Meilleur buteur                    | Kyle Rote, Jr.   | Tornado de Dallas     |
| Meilleur rookie                    | Kyle Rote, Jr.   | Tornado de Dallas     |
| Meilleur entraîneur                | Al Miller        | Atoms de Philadelphie |